# 袋田站
袋田站（日语：／ Fukuroda eki */?）是位於茨城縣久慈郡大子町大字袋田1928號，東日本旅客鐵道（JR東日本）的水郡線車站。

## 歷史
- 1927年（昭和2年）3月10日：國有鐵道車站啟用[1]。
- 1962年（昭和37年）11月20日：結束貨物起卸業務。
- 1983年（昭和58年）6月1日：水郡線CTC化。此站成為無人車站。車站大樓內委托了地方公共團體發售車票（簡易委託）。列車交會設備在CTC化前已經撤走。
- 1987年（昭和62年）4月1日：伴隨國鐵分割民營化，車站由東日本旅客鐵道（JR東日本）營運[2]。
- 2019年（令和元年）10月13日：受到颱風海貝思（颱風19號）吹襲日本的影響，袋田至常陸大子之間的第六久慈川橋受到嚴重損毀，包含此站在內全線不通通行[3]。
- 2020年（令和2年）7月4日：西金站至此站之間重開[4]。

## 車站構造

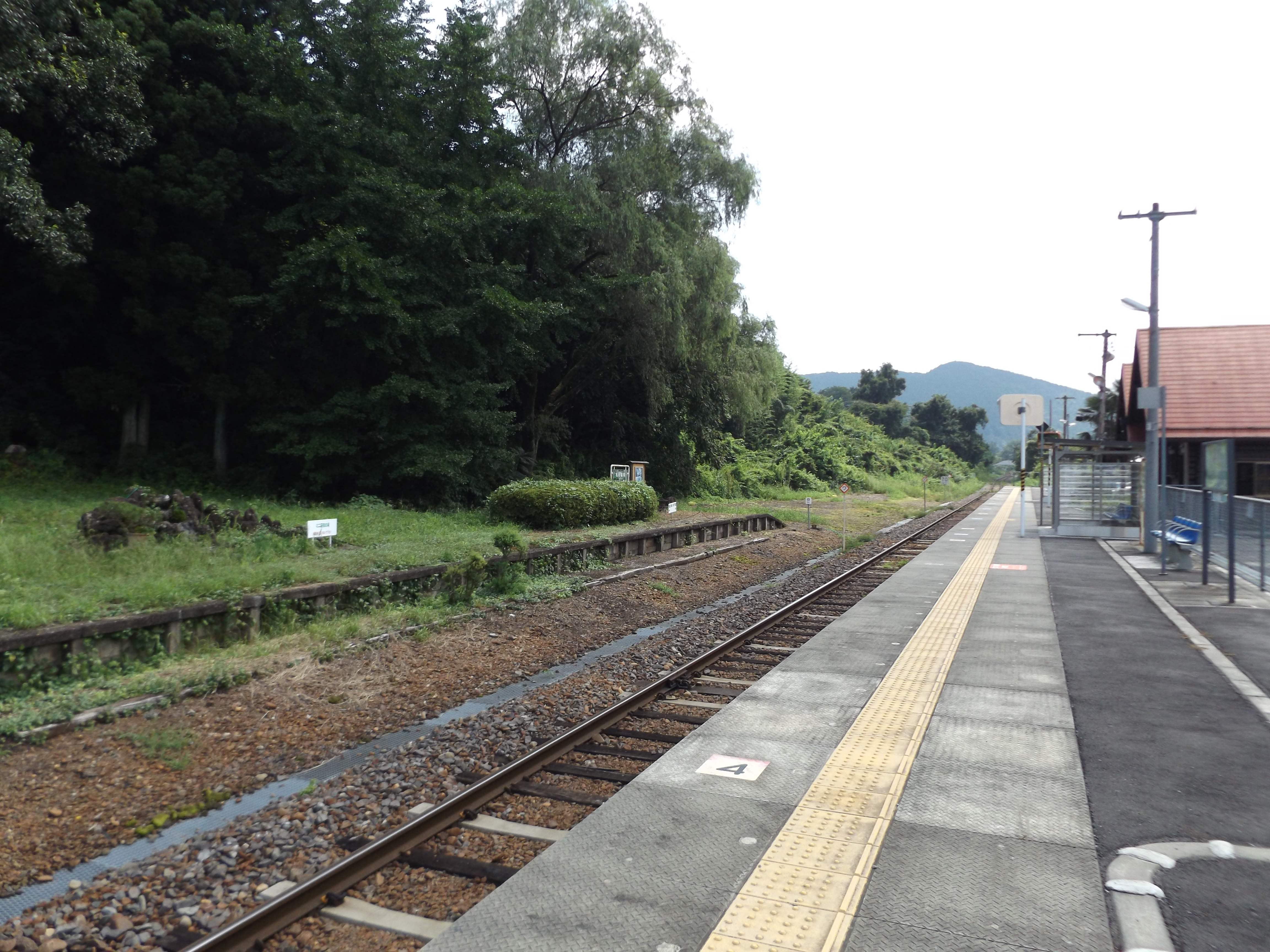
月台

此站是地面車站，設有1面1線的單式月台。此站曾經設有2面2線的相對式月台，舊月台現時還存在。在舊月台上設有縮小版袋田瀑布。
此站是由常陸大子站管理的簡易委託車站。車站大樓是一座木屋風格的建築物。大樓內設有男女共用的旱廁。另外在車站大樓旁設有一座廁所（設有多功能廁所和男女分開的濕廁）。

## 使用狀況
根據「JR東日本」，2019年度（令和元年度）1日平均乘車人次為59人。
| 乘車人次變化       | 乘車人次變化     | 乘車人次變化    |
| 年度               | 1日平均 乘車人次 | 參考資料        |
| ------------------ | ---------------- | --------------- |
| 2001年（平成13年） | 149              | [ 利用客数 2 ]  |
| 2002年（平成14年） | 159              | [ 利用客数 3 ]  |
| 2003年（平成15年） | 147              | [ 利用客数 4 ]  |
| 2004年（平成16年） | 149              | [ 利用客数 5 ]  |
| 2005年（平成17年） | 152              | [ 利用客数 6 ]  |
| 2006年（平成18年） | 144              | [ 利用客数 7 ]  |
| 2007年（平成19年） | 149              | [ 利用客数 8 ]  |
| 2008年（平成20年） | 160              | [ 利用客数 9 ]  |
| 2009年（平成21年） | 133              | [ 利用客数 10 ] |
| 2010年（平成22年） | 104              | [ 利用客数 11 ] |
| 2011年（平成23年） | 85               | [ 利用客数 12 ] |
| 2012年（平成24年） | 81               | [ 利用客数 13 ] |
| 2013年（平成25年） | 82               | [ 利用客数 14 ] |
| 2014年（平成26年） | 74               | [ 利用客数 15 ] |
| 2015年（平成27年） | 83               | [ 利用客数 16 ] |
| 2016年（平成28年） | 82               | [ 利用客数 17 ] |
| 2017年（平成29年） | 81               | [ 利用客数 18 ] |
| 2018年（平成30年） | 75               | [ 利用客数 19 ] |
| 2019年（令和元年） | 59               | [ 利用客数 1 ]  |

## 車站周邊

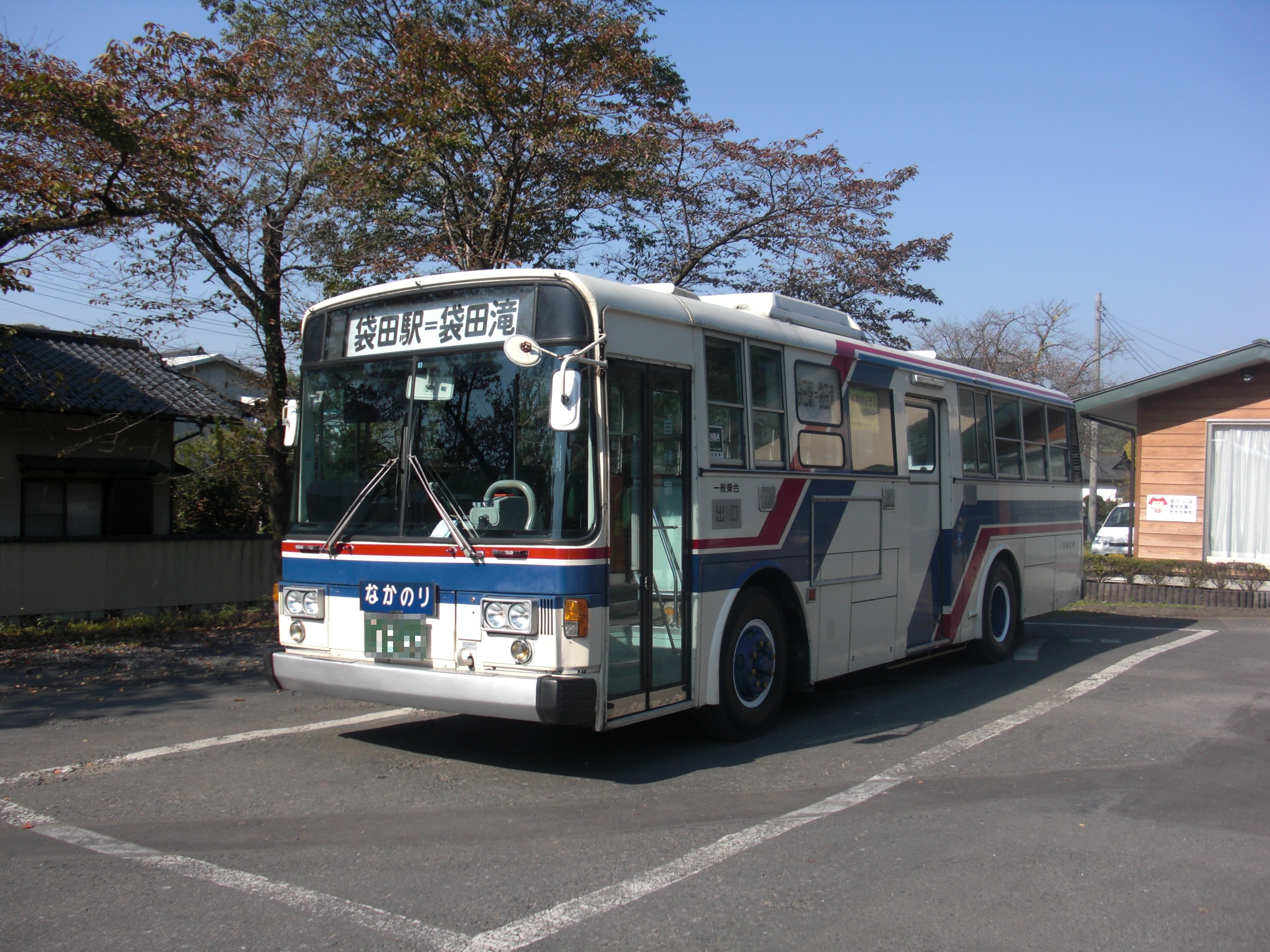
站前的巴士

- 大子町立袋田小學
- 大子袋田郵局
- 久慈川
- 國道118號（日语：国道118号）
- 國道461號（日语：国道461号）
- 茨城交通「袋田站前」巴士站
設有巴士路線行走於袋田瀑布與此站之間。巴士出發時間配合列車到達時間。

## 其他
電影「男人真命苦42 我的舅舅寅次郎」在1989年（平成元年）12月上映。車寅次郎（渥美清）和老人（尾形一成）的亂鬥場景在此站取景。

## 相鄰車站
東日本旅客鐵道（JR東日本）
■水郡線
上小川－袋田－常陸大子

## 注腳

### 使用狀況
1. 1 2  . 東日本旅客鐵道.   [2020-07-16]. （原始内容存档于2020-07-10） （日语）.
2. ↑  . 東日本旅客鐵道.   [2019-03-01]. （原始内容存档于2019-04-02） （日语）.
3. ↑  . 東日本旅客鐵道.   [2019-03-01]. （原始内容存档于2019-04-02） （日语）.
4. ↑  . 東日本旅客鐵道.   [2019-03-01]. （原始内容存档于2019-04-02） （日语）.
5. ↑  . 東日本旅客鐵道.   [2019-03-01]. （原始内容存档于2019-04-02） （日语）.
6. ↑  . 東日本旅客鐵道.   [2019-03-01]. （原始内容存档于2017-08-08） （日语）.
7. ↑  . 東日本旅客鐵道.   [2019-03-01]. （原始内容存档于2019-03-27） （日语）.
8. ↑  . 東日本旅客鐵道.   [2019-03-01]. （原始内容存档于2017-08-08） （日语）.
9. ↑  . 東日本旅客鐵道.   [2019-03-01]. （原始内容存档于2019-04-02） （日语）.
10. ↑  . 東日本旅客鐵道.   [2019-03-01]. （原始内容存档于2019-04-02） （日语）.
11. ↑  . 東日本旅客鐵道.   [2019-03-01]. （原始内容存档于2016-03-27） （日语）.
12. ↑  . 東日本旅客鐵道.   [2019-03-01]. （原始内容存档于2019-03-26） （日语）.
13. ↑  . 東日本旅客鐵道.   [2019-03-01]. （原始内容存档于2019-04-02） （日语）.
14. ↑  . 東日本旅客鐵道.   [2019-03-01]. （原始内容存档于2016-03-04） （日语）.
15. ↑  . 東日本旅客鐵道.   [2019-03-01]. （原始内容存档于2019-03-26） （日语）.
16. ↑  . 東日本旅客鐵道.   [2019-03-01]. （原始内容存档于2017-08-12） （日语）.
17. ↑  . 東日本旅客鐵道.   [2019-03-01]. （原始内容存档于2017-10-01） （日语）.
18. ↑  . 東日本旅客鐵道.   [2019-03-01]. （原始内容存档于2019-03-25） （日语）.
19. ↑  . 東日本旅客鐵道.   [2019-07-21]. （原始内容存档于2019-07-05） （日语）.

## 外部連結
- 車站資訊（袋田）：東日本旅客鐵道（日語）